# Cherry Green (Hertfordshire)
Cherry Green – wieś w Anglii, w hrabstwie Hertfordshire, w dystrykcie East Hertfordshire. Leży 14 km na północ od miasta Hertford i 46 km na północ od centrum Londynu.